# 越南粉

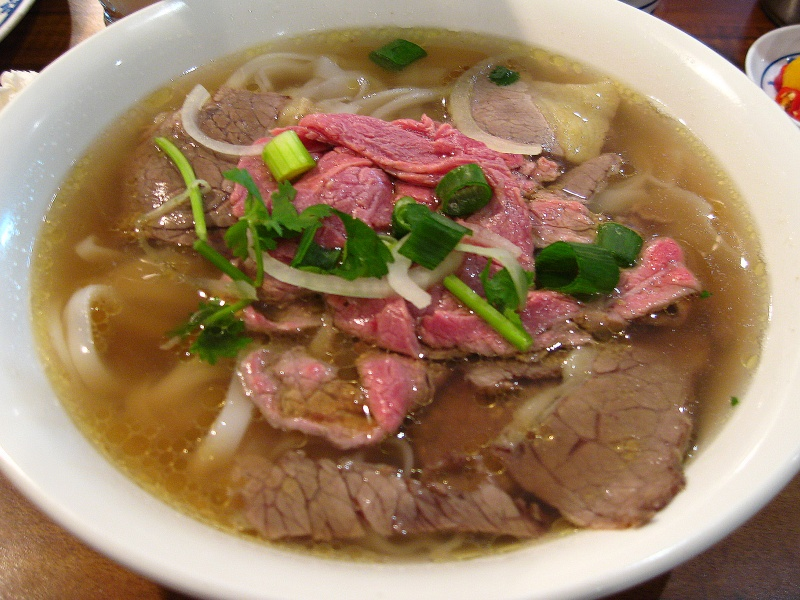
典型的越南牛肉粉，越南稱為 Phở bò

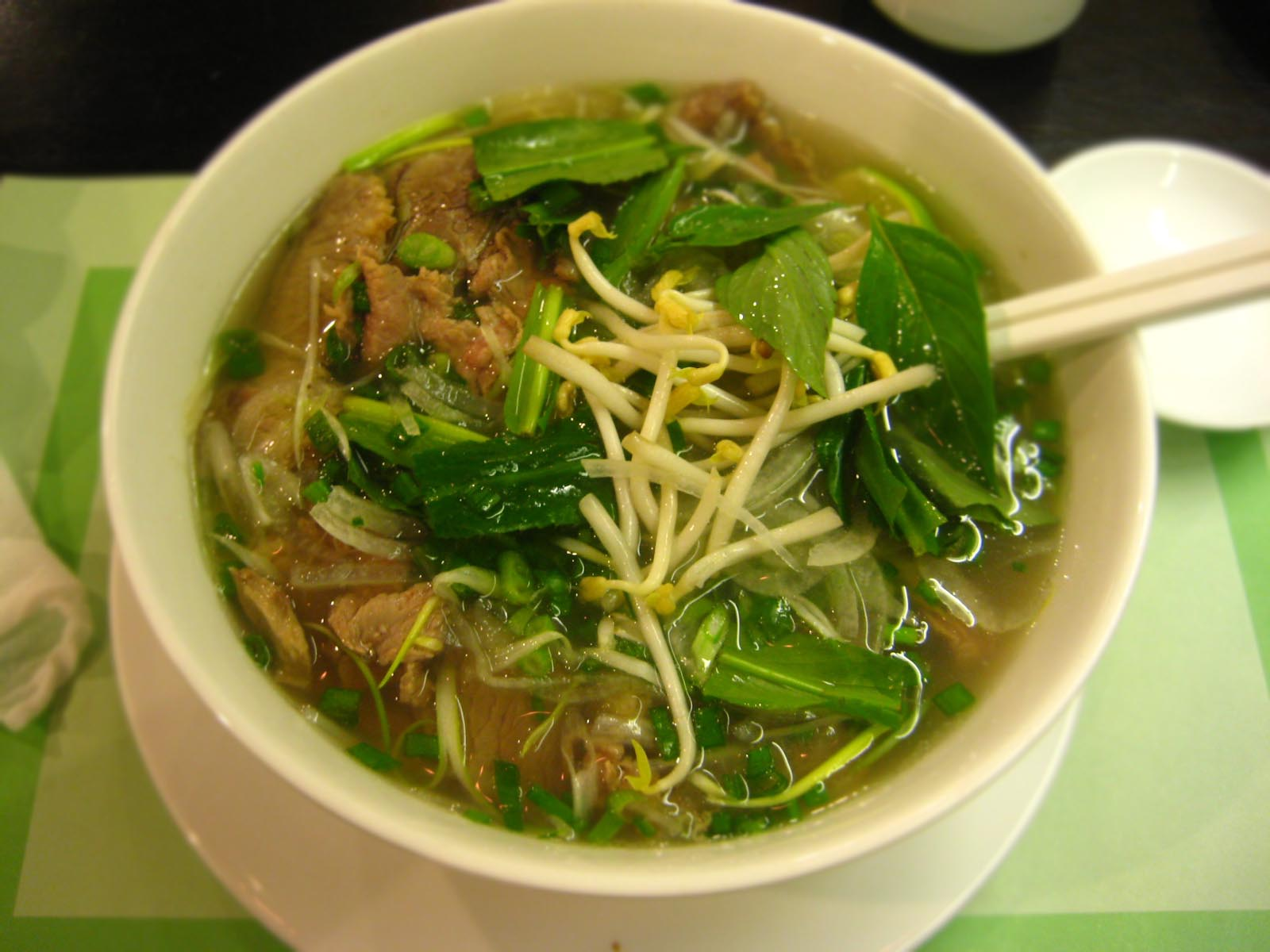
西貢式的越南河粉

越南粉（越南语：／［⿲米皮頁］越南語：[fəː˧˩˧] ⓘ），或稱河粉，是越南一種以大米製成的河粉。越南人常將這種河粉佐以生芽菜、香葉，並配上切片牛肉或雞絲食用。越南粉與越南面饼同被視為越南菜的代表菜色。

## 歷史
越南河粉的早期文獻並不多見，一般相信它在20世紀才出現在河內街頭，1920年代河內開設首間越南粉餐館，約1950年代再傳入西貢，一般相信為受越南華裔及法國殖民者帶來的中法飲食文化影響。
隨著越戰爆發，大量越南難民湧至世界各國，於是這種河粉1970年代後在不少國家落地生根。在香港，越南餐館多數由兩次越戰期間逃難回流的越南華裔所經營，一般以西貢式為主，河粉亦多數就地取用廣東河粉。而在臺灣，則大部分是越籍女性外籍配偶經營，規模多為攤販或小店。
在美國，一部分越南餐館（大多為越南華裔開設）亦會同時兼營中菜。

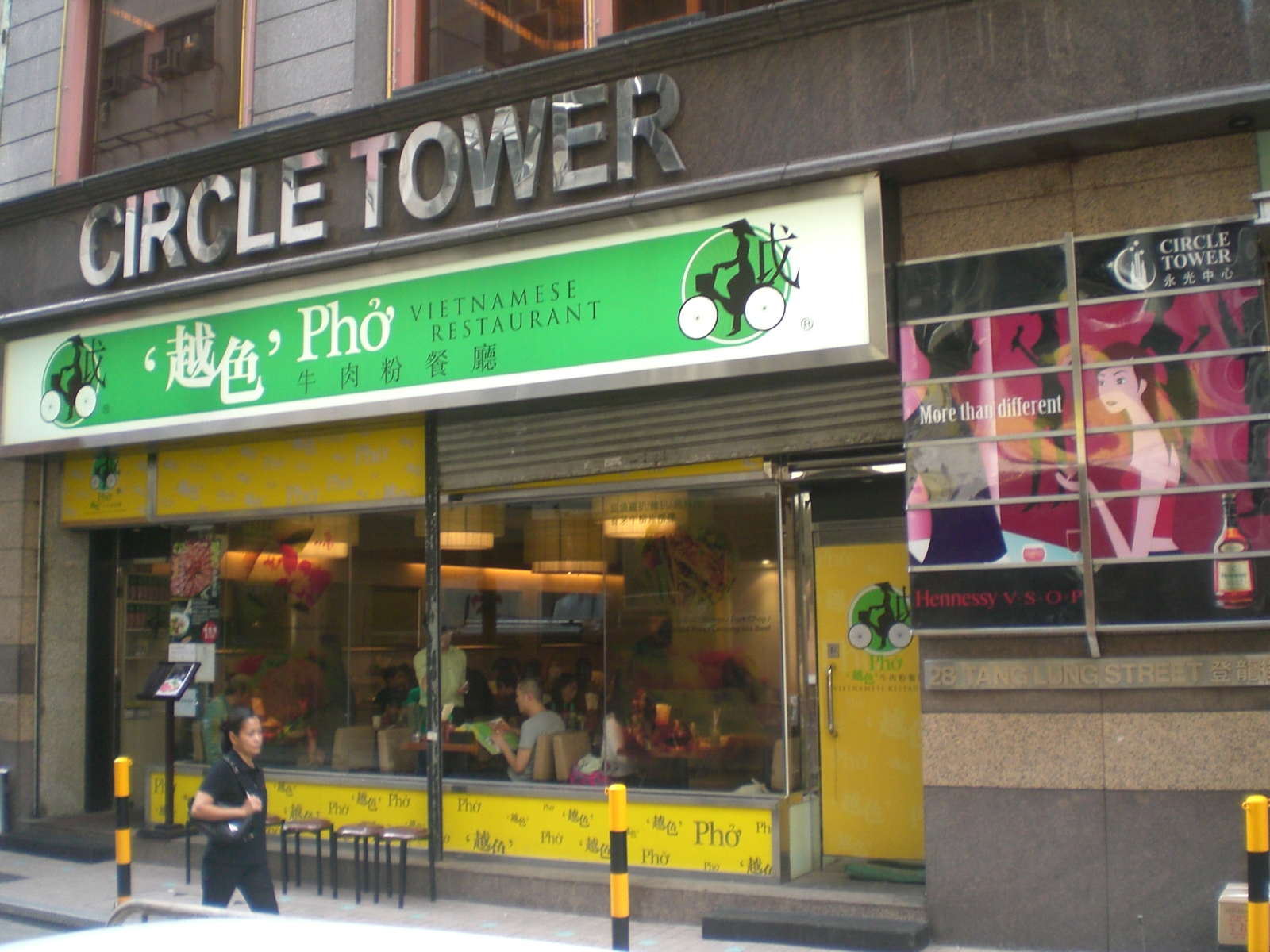
在香港銅鑼灣的越南河粉餐館

## 語源及文化起源
有一派意見認為Phở字源自廣東話「河粉」，在粵語中，有時會簡化叫成「粉」（粵語：fan2；越南語：phấn）或「河」（粵語：ho4；越南語：hà），兩者互相共用，再演變成今天的Phở，說明越南粉或許由廣東移民在20世紀初期帶入越南。在食物形式上，越南粉的製造方法與口感，均與河粉類似。兩者同樣以魚露作調味，並採用牛丸、牛腩、牛肉片及芽菜等材料。

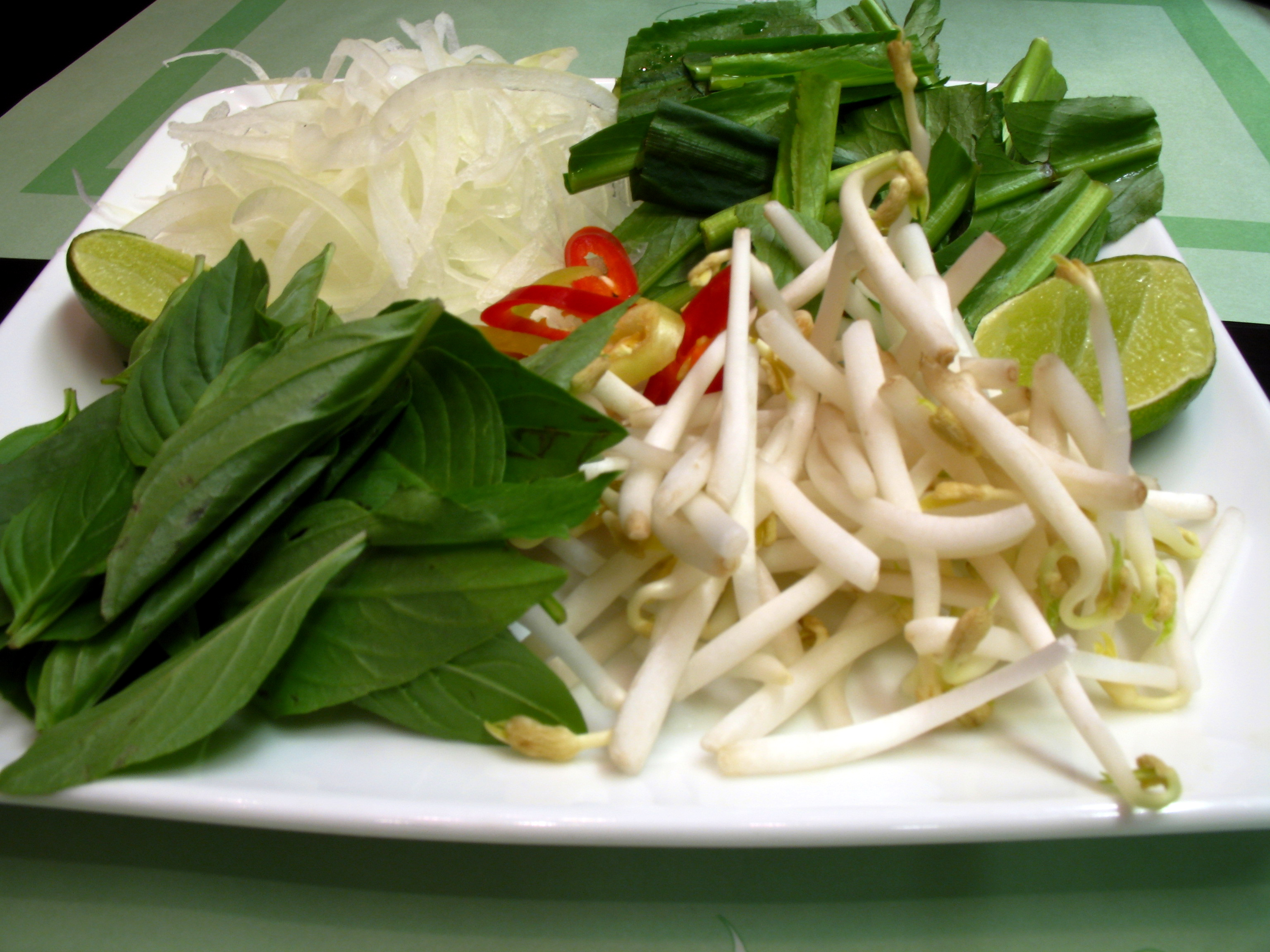
越南粉常用佐料：新鮮薄荷、胡荽葉、羅勒、紅椒、青檬

越南粉的湯底主要用洋蔥和牛骨餚製，部分越南地區亦會加入冰糖調味，令湯底有淡淡甜味。而今天在海外廣泛流傳的越南河粉屬於西貢式，其特點是大量採用新鮮香料，在湯料上加入新鮮薄荷、胡荽葉、羅勒（或是九層塔），佐以魚露、青檸汁及新鮮紅椒。除了牛腩、雞絲、肉丸外，越南粉最典型的配料其實是生牛肉，即席在客人面前以熱湯燜熟，成為該菜一大特式。
除了廣東起源一說外，越南近年亦有人提出phở一詞源自法國火上锅（法語：pot-au-feu）一詞，但phở一字的聲調並非帶平調，而在越南話中的法語借用詞中，除非該字以t、p、c、ch作結尾，否均該字均屬平聲，phở一詞並不符合這種規律；法國菜中亦沒有河粉。比較可信的說法是法國飲食文化影響在於牛肉上–作為農業社會的越南，以生牛肉入饌以及以牛骨熬湯或許是受到法國菜的影響。

## 種類
越南河主要成為北圻式（北部）、順化式（中部）及西貢式（南部）三大特式，其中北部的河粉較粗且闊，早期除了辣椒及青檬外，亦較少放別的香葉素菜；南部的河粉相對較幼細，近似與流行在馬來半島及泰國的粿條，進食時亦較多加入新鮮香料及芽菜。其典型菜單如下，細心留意其越南字與漢譯比較時，與目前香港流行的麵食店有不少相近之處：

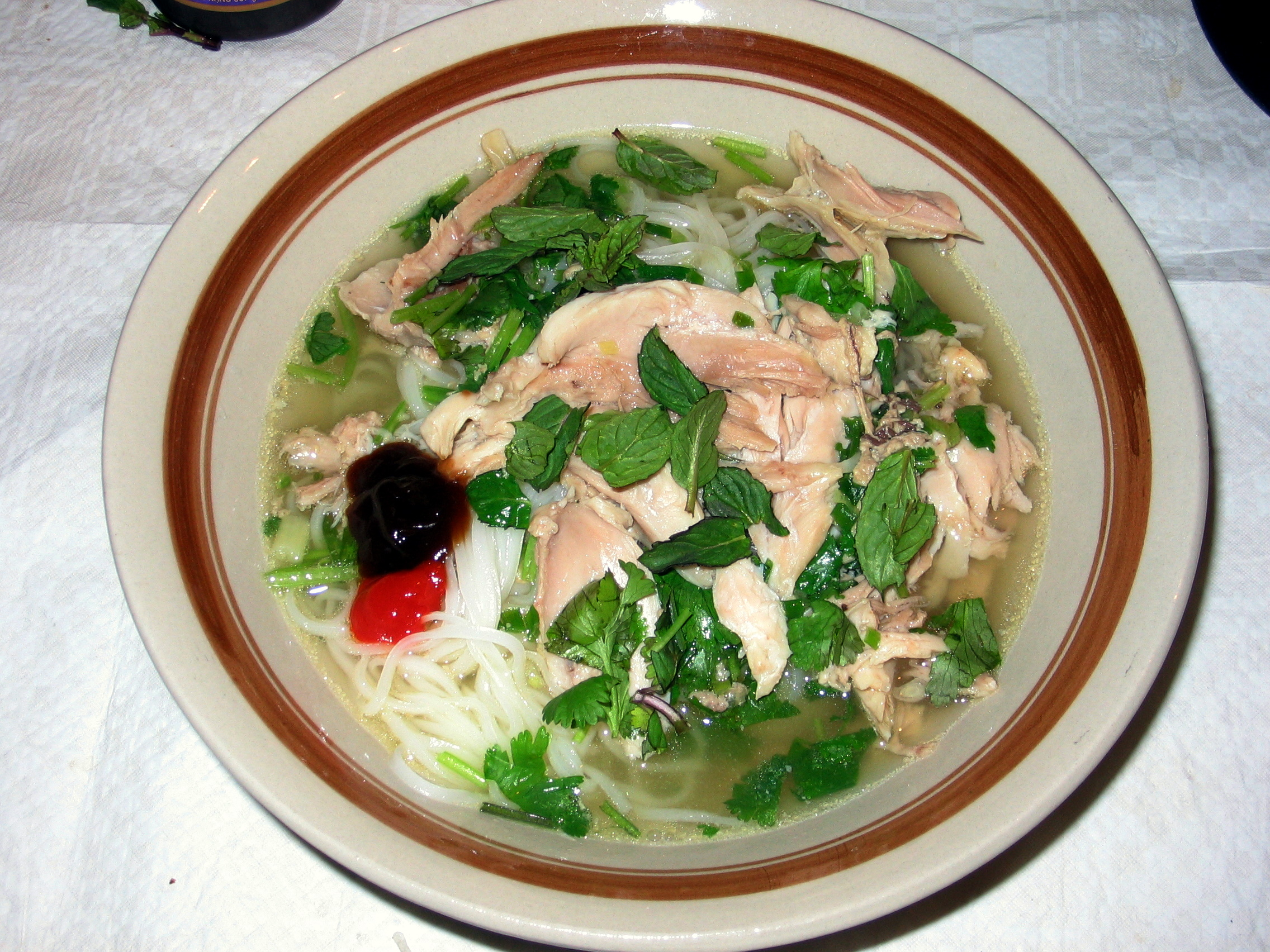
越式雞絲河

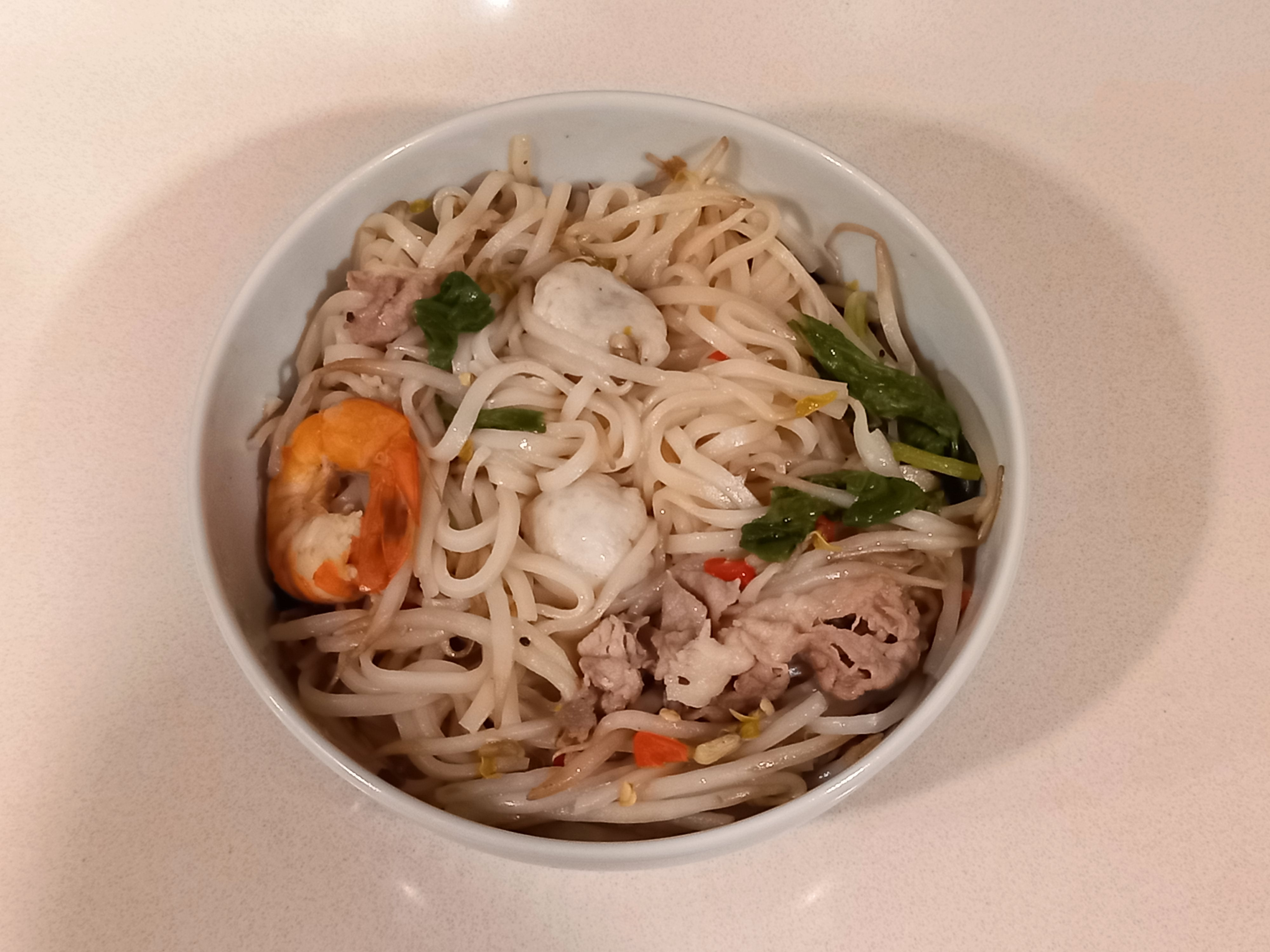
越式海鮮炒河粉

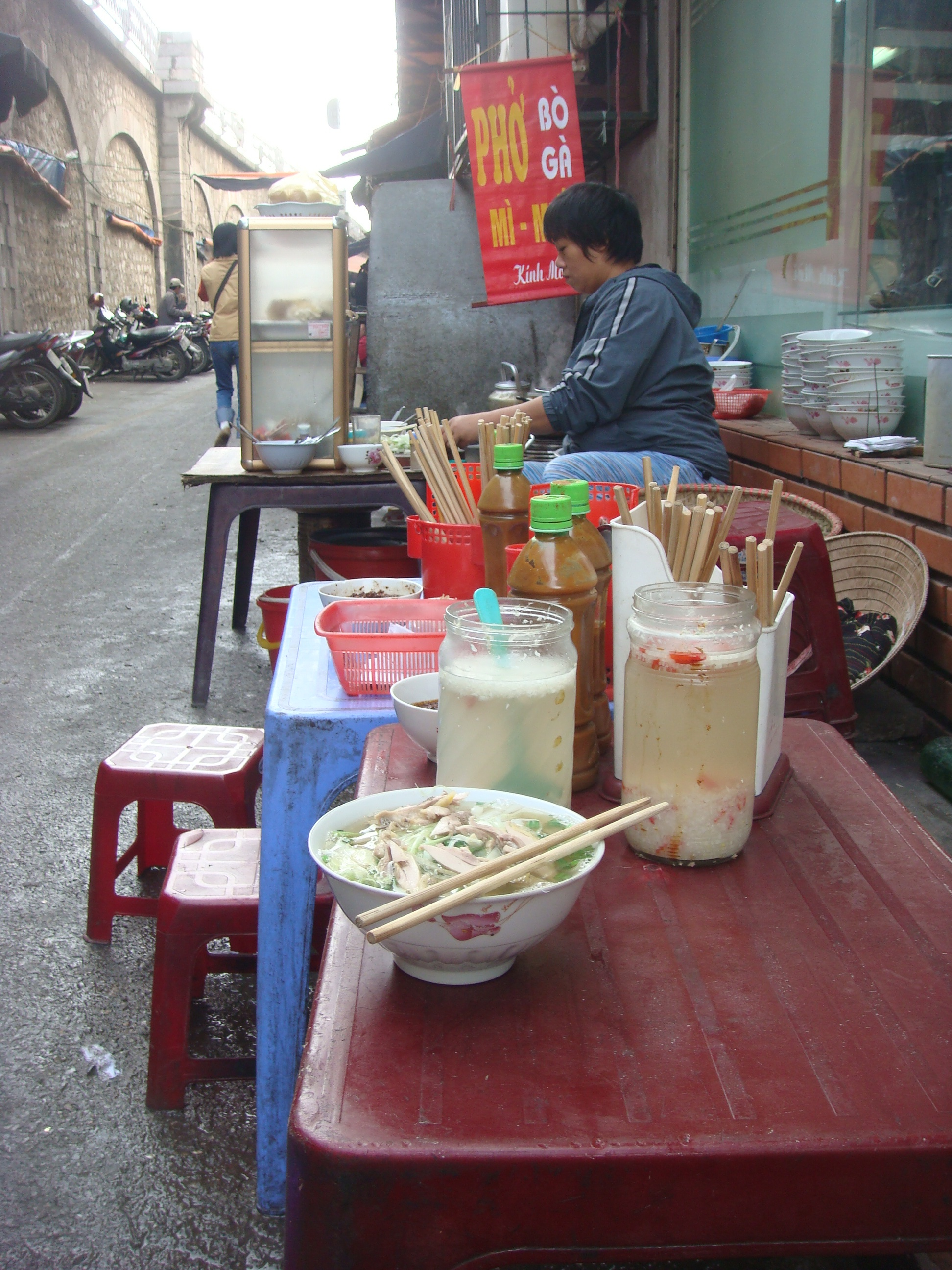
在河內街頭的粉檔，通常粉店都在街頭、小巷

- Phở nạm bò：牛腩粉
- Phở gân bò：牛筋粉
- Phở bò chín：牛腱粉
- Phở bò viê：牛丸粉
- Phở tái：半生熟牛肉粉
- Phở sách bò：牛肚粉
- Phở gà：雞粉
- Phở hải sản：海鮮粉
- Phở tôm：蝦粉
- Phở xào：炒粉
- phở chay：齋粉

|      | 北部河粉                       | 南部河粉                                                       |
| ---- | ------------------------------ | -------------------------------------------------------------- |
| 米粉 | 使用較粗的米粉                 | 使用較細的米粉                                                 |
| 湯底 | 湯底較清淡                     | 味道比較甜和辣                                                 |
| 肉類 | 喜歡使用雞肉或者簡單剁碎的牛肉 | 喜歡使用不同牛肉部分，如牛肉切片，骨髓，肌腱，腩肉，胸肉和肉丸 |
| 配料 | 使用較多的蔥                   | 使用較多的豆芽和各種香草，包括泰國羅勒和香菜                   |
| 醬汁 | 使用米醋，魚醬和辣椒醬調味     | 使用青檸，海鮮醬，辣椒醬和新鮮切片辣椒調味                     |